# Moline (Kansas)
Moline és una població dels Estats Units a l'estat de Kansas. Segons el cens del 2000 tenia 457 habitants.

## Demografia
Segons el cens del 2000, Moline tenia 457 habitants, 211 habitatges, i 116 famílies. La densitat de població era de 504,1 habitants/km².
Dels 211 habitatges en un 17,1% hi vivien nens de menys de 18 anys, en un 47,4% hi vivien parelles casades, en un 6,6% dones solteres, i en un 45% no eren unitats familiars. En el 42,7% dels habitatges hi vivien persones soles el 28% de les quals corresponia a persones de 65 anys o més que vivien soles. El nombre mitjà de persones vivint en cada habitatge era de 2 i el nombre mitjà de persones que vivien en cada família era de 2,75.
Per edats la població es repartia de la següent manera: un 17,7% tenia menys de 18 anys, un 5% entre 18 i 24, un 17,7% entre 25 i 44, un 21,9% de 45 a 60 i un 37,6% 65 anys o més.
L'edat mediana era de 55 anys. Per cada 100 dones de 18 o més anys hi havia 79 homes.
La renda mediana per habitatge era de 22.143 $ i la renda mediana per família de 31.667 $. Els homes tenien una renda mediana de 27.750 $ mentre que les dones 14.792 $. La renda per capita de la població era de 14.076 $. Entorn del 16,7% de les famílies i el 28,4% de la població estaven per davall del llindar de pobresa.

## Poblacions més properes
El següent diagrama mostra les poblacions més properes.